# Eleições legislativas de 2011 em Setúbal

## Resultados Oficiais
| Partido                 | Partido                               | Votos   | %               | +/-   |
| ----------------------- | ------------------------------------- | ------- | --------------- | ----- |
|                         | Partido Social Democrata              | 16 210  | 27,74 / 100,00  | 8,85  |
|                         | Partido Socialista                    | 14 600  | 24,99 / 100,00  | 7,09  |
|                         | Coligação Democrática Unitária        | 9 341   | 15,99 / 100,00  | 0,05  |
|                         | CDS – Partido Popular                 | 8 826   | 15,10 / 100,00  | 3,46  |
|                         | Bloco de Esquerda                     | 4 448   | 7,61 / 100,00   | 7,91  |
|                         | Partido pelos Animais e pela Natureza | 886     | 1,52 / 100,00   | Novo  |
|                         | PCTP/MRPP                             | 730     | 1,25 / 100,00   | 0,05  |
|                         | Outros                                | 1 217   | 2,09 / 100,00   |       |
| Votos Inválidos         | Votos Inválidos                       | 2 175   | 3,72 / 100,00   | 0,87  |
| Total                   | Total                                 | 58 433  | 100,00 / 100,00 |       |
| Eleitorado/Participação | Eleitorado/Participação               | 101 605 | 57,51 / 100,00  | 1,07  |
| Fonte                   | Fonte                                 | [ 1 ]   | [ 1 ]           | [ 1 ] |

## Resultados por Freguesia
Os resultados seguintes referem-se aos partidos que obtiveram mais de 1,00% dos votos:
| Freguesia                            | %     | %     | %     | %     | %    | %    | %    | Votantes |
| Freguesia                            | PSD   | PS    | CDU   | CDS   | BE   | PAN  | PCTP | Votantes |
| ------------------------------------ | ----- | ----- | ----- | ----- | ---- | ---- | ---- | -------- |
| Gâmbia - Pontes - Alto da Guerra     | 22,68 | 24,89 | 24,50 | 13,41 | 6,11 | 0,99 | 2,13 | 2 535    |
| Sado                                 | 12,97 | 29,10 | 34,20 | 7,93  | 6,57 | 0,60 | 2,40 | 3 000    |
| São Lourenço                         | 30,18 | 25,12 | 12,55 | 16,92 | 6,65 | 1,63 | 1,14 | 5 537    |
| São Simão                            | 30,58 | 25,60 | 14,24 | 14,73 | 5,68 | 1,76 | 0,97 | 3 414    |
| Setúbal - Nossa Senhora da Anunciada | 27,36 | 24,93 | 14,85 | 15,00 | 8,82 | 1,62 | 1,27 | 7 486    |
| Setúbal - Santa Maria da Graça       | 32,52 | 24,52 | 11,74 | 15,74 | 7,95 | 1,53 | 0,87 | 4 124    |
| Setúbal - São Julião                 | 39,03 | 20,04 | 9,30  | 17,47 | 6,65 | 1,67 | 0,76 | 9 488    |
| Setúbal - São Sebastião              | 23,80 | 26,49 | 17,66 | 14,78 | 8,38 | 1,54 | 1,33 | 22 849   |
| Setúbal                              | 27,74 | 24,99 | 15,99 | 15,10 | 7,61 | 1,52 | 1,25 | 58 433   |

#### Gâmbia - Pontes - Alto da Guerra
| Partido                 | Partido                        | Votos | %               | +/-  |
| ----------------------- | ------------------------------ | ----- | --------------- | ---- |
|                         | Partido Socialista             | 631   | 24,89 / 100,00  | 6,39 |
|                         | Coligação Democrática Unitária | 621   | 24,50 / 100,00  | 4,48 |
|                         | Partido Social Democrata       | 575   | 22,68 / 100,00  | 9,72 |
|                         | CDS – Partido Popular          | 340   | 13,41 / 100,00  | 4,16 |
|                         | Bloco de Esquerda              | 155   | 6,11 / 100,00   | 5,57 |
|                         | PCTP/MRPP                      | 54    | 2,13 / 100,00   | 0,36 |
|                         | Outros                         | 82    | 3,25 / 100,00   |      |
| Votos Inválidos         | Votos Inválidos                | 77    | 3,03 / 100,00   | 0,55 |
| Total                   | Total                          | 2 535 | 100,00 / 100,00 |      |
| Eleitorado/Participação | Eleitorado/Participação        | 4 189 | 60,52 / 100,00  | 0,33 |

#### Sado
| Partido                 | Partido                        | Votos | %               | +/-  |
| ----------------------- | ------------------------------ | ----- | --------------- | ---- |
|                         | Coligação Democrática Unitária | 1 026 | 34,20 / 100,00  | 1,08 |
|                         | Partido Socialista             | 873   | 29,10 / 100,00  | 3,32 |
|                         | Partido Social Democrata       | 389   | 12,97 / 100,00  | 6,37 |
|                         | CDS – Partido Popular          | 238   | 7,93 / 100,00   | 1,52 |
|                         | Bloco de Esquerda              | 197   | 6,57 / 100,00   | 8,71 |
|                         | PCTP/MRPP                      | 72    | 2,40 / 100,00   | 0,25 |
|                         | Outros                         | 85    | 2,84 / 100,00   |      |
| Votos Inválidos         | Votos Inválidos                | 120   | 4,00 / 100,00   | 1,41 |
| Total                   | Total                          | 3 000 | 100,00 / 100,00 |      |
| Eleitorado/Participação | Eleitorado/Participação        | 4 894 | 61,30 / 100,00  | 1,40 |

#### São Lourenço
| Partido                 | Partido                               | Votos | %               | +/-  |
| ----------------------- | ------------------------------------- | ----- | --------------- | ---- |
|                         | Partido Social Democrata              | 1 671 | 30,18 / 100,00  | 9,41 |
|                         | Partido Socialista                    | 1 391 | 25,12 / 100,00  | 9,86 |
|                         | CDS – Partido Popular                 | 937   | 16,92 / 100,00  | 5,46 |
|                         | Coligação Democrática Unitária        | 695   | 12,55 / 100,00  | 0,88 |
|                         | Bloco de Esquerda                     | 368   | 6,65 / 100,00   | 6,44 |
|                         | Partido pelos Animais e pela Natureza | 90    | 1,63 / 100,00   | Novo |
|                         | PCTP/MRPP                             | 63    | 1,14 / 100,00   | 0,25 |
|                         | Outros                                | 114   | 2,07 / 100,00   |      |
| Votos Inválidos         | Votos Inválidos                       | 208   | 3,76 / 100,00   | 0,63 |
| Total                   | Total                                 | 5 537 | 100,00 / 100,00 |      |
| Eleitorado/Participação | Eleitorado/Participação               | 8 649 | 64,02 / 100,00  | 0,97 |

#### São Simão
| Partido                 | Partido                               | Votos | %               | +/-   |
| ----------------------- | ------------------------------------- | ----- | --------------- | ----- |
|                         | Partido Social Democrata              | 1 044 | 30,58 / 100,00  | 10,60 |
|                         | Partido Socialista                    | 874   | 25,60 / 100,00  | 10,10 |
|                         | CDS – Partido Popular                 | 503   | 14,74 / 100,00  | 4,69  |
|                         | Coligação Democrática Unitária        | 486   | 14,24 / 100,00  | 0,78  |
|                         | Bloco de Esquerda                     | 194   | 5,68 / 100,00   | 7,48  |
|                         | Partido pelos Animais e pela Natureza | 60    | 1,76 / 100,00   | Novo  |
|                         | Outros                                | 95    | 2,80 / 100,00   |       |
| Votos Inválidos         | Votos Inválidos                       | 158   | 4,63 / 100,00   | 1,75  |
| Total                   | Total                                 | 3 414 | 100,00 / 100,00 |       |
| Eleitorado/Participação | Eleitorado/Participação               | 5 209 | 65,54 / 100,00  | 0,18  |

#### Setúbal (Nossa Senhora da Anunciada)
| Partido                 | Partido                               | Votos  | %               | +/-  |
| ----------------------- | ------------------------------------- | ------ | --------------- | ---- |
|                         | Partido Social Democrata              | 2 048  | 27,36 / 100,00  | 8,41 |
|                         | Partido Socialista                    | 1 866  | 24,93 / 100,00  | 7,28 |
|                         | CDS – Partido Popular                 | 1 123  | 15,00 / 100,00  | 2,56 |
|                         | Coligação Democrática Unitária        | 1 112  | 14,85 / 100,00  | 0,81 |
|                         | Bloco de Esquerda                     | 660    | 8,82 / 100,00   | 7,47 |
|                         | Partido pelos Animais e pela Natureza | 121    | 1,62 / 100,00   | Novo |
|                         | PCTP/MRPP                             | 95     | 1,27 / 100,00   | 0,10 |
|                         | Outros                                | 169    | 2,25 / 100,00   |      |
| Votos Inválidos         | Votos Inválidos                       | 292    | 3,90 / 100,00   | 1,03 |
| Total                   | Total                                 | 7 486  | 100,00 / 100,00 |      |
| Eleitorado/Participação | Eleitorado/Participação               | 13 228 | 56,59 / 100,00  | 1,88 |

#### Setúbal (Santa Maria da Graça)
| Partido                 | Partido                               | Votos | %               | +/-     |
| ----------------------- | ------------------------------------- | ----- | --------------- | ------- |
|                         | Partido Social Democrata              | 1 341 | 32,52 / 100,00  | 8,55    |
|                         | Partido Socialista                    | 1 011 | 24,52 / 100,00  | 7,34    |
|                         | CDS – Partido Popular                 | 649   | 15,74 / 100,00  | 4,28    |
|                         | Coligação Democrática Unitária        | 484   | 11,74 / 100,00  | Estável |
|                         | Bloco de Esquerda                     | 328   | 7,95 / 100,00   | 7,39    |
|                         | Partido pelos Animais e pela Natureza | 63    | 1,53 / 100,00   | Novo    |
|                         | Outros                                | 101   | 2,43 / 100,00   |         |
| Votos Inválidos         | Votos Inválidos                       | 147   | 3,56 / 100,00   | 0,64    |
| Total                   | Total                                 | 4 124 | 100,00 / 100,00 |         |
| Eleitorado/Participação | Eleitorado/Participação               | 7 019 | 58,75 / 100,00  | 0,63    |

#### Setúbal (São Julião)
| Partido                 | Partido                               | Votos  | %               | +/-  |
| ----------------------- | ------------------------------------- | ------ | --------------- | ---- |
|                         | Partido Social Democrata              | 3 703  | 39,03 / 100,00  | 9,15 |
|                         | Partido Socialista                    | 1 901  | 20,04 / 100,00  | 8,13 |
|                         | CDS – Partido Popular                 | 1 658  | 17,47 / 100,00  | 4,13 |
|                         | Coligação Democrática Unitária        | 882    | 9,30 / 100,00   | 0,11 |
|                         | Bloco de Esquerda                     | 631    | 6,65 / 100,00   | 7,49 |
|                         | Partido pelos Animais e pela Natureza | 158    | 1,67 / 100,00   | Novo |
|                         | Outros                                | 206    | 2,19 / 100,00   |      |
| Votos Inválidos         | Votos Inválidos                       | 349    | 3,68 / 100,00   | 0,57 |
| Total                   | Total                                 | 9 488  | 100,00 / 100,00 |      |
| Eleitorado/Participação | Eleitorado/Participação               | 14 837 | 63,95 / 100,00  | 0,15 |

#### Setúbal (São Sebastião)
| Partido                 | Partido                               | Votos  | %               | +/-  |
| ----------------------- | ------------------------------------- | ------ | --------------- | ---- |
|                         | Partido Socialista                    | 6 053  | 26,49 / 100,00  | 6,10 |
|                         | Partido Social Democrata              | 5 439  | 23,80 / 100,00  | 8,70 |
|                         | Coligação Democrática Unitária        | 4 035  | 17,66 / 100,00  | 0,44 |
|                         | CDS – Partido Popular                 | 3 378  | 14,78 / 100,00  | 2,90 |
|                         | Bloco de Esquerda                     | 1 915  | 8,38 / 100,00   | 8,72 |
|                         | Partido pelos Animais e pela Natureza | 351    | 1,54 / 100,00   | Novo |
|                         | PCTP/MRPP                             | 305    | 1,33 / 100,00   | 0,01 |
|                         | Outros                                | 549    | 2,39 / 100,00   |      |
| Votos Inválidos         | Votos Inválidos                       | 824    | 3,60 / 100,00   | 0,76 |
| Total                   | Total                                 | 22 849 | 100,00 / 100,00 |      |
| Eleitorado/Participação | Eleitorado/Participação               | 43 580 | 52,43 / 100,00  | 1,58 |